# 그루블라썸
그루블라썸은 대한민국의 음악 그룹이다. 2016년 싱글 《사랑한 기억》으로 데뷔했다.

## 음반
- 사랑한 기억 (2016)
- 그대와 항상 (2016)
- 봐줄래 (2017)
- 두물머리 (2019)